# Ближній бій (фільм)
Ближній бій (англ. Blizhniy Boy: The Ultimate Fighter) — бойовик 2007 року

## Сюжет
Молодий казахстанський боксер Ерік, здобувши перемогу на міжнародному турнірі в США, повертається на батьківщину. Там він стає єдиним свідком вбивства свого близького друга кримінальним авторитетом Алібеком. Обставини змушують Еріка виїхати з Казахстану назад до Америки, ховаючись від звинувачень у вбивстві і переслідувань Алібека. Там він влаштовується на роботу в агентство, що забезпечує безпеку VIP-персон. Головному герою належить складне випробування — розібратися зі своїм ворогом, який все ближче підбирається до нього, і захистити себе і кохану.

## У ролях
| Актор               | Роль         |
| ------------------- | ------------ |
| Кунг Ле             | Ерік         |
| Девід Керрадайн     | Михайло      |
| Ерік Робертс        | Іван         |
| Маріам Вардане      | репортер     |
| Гері Б'юзі          | Майстер      |
| Кері-Хіроюкі Тагава | Алібек       |
| Боло Йенг           | тренер Еріка |
| Олег Тактаров       |              |
| Олів'є Грюнер       |              |
| Мартін Коув         |              |